# Ernesto Güemes Ramos
Ernesto Güemes Ramos (Sahagún, León, 1902-Sahagún, 1970) fue un militar español que participó en la Guerra civil española.

## Biografía
Militar profesional, participó en la guerra del Rif.
Al comienzo de la Guerra civil se encontraba retirado del Ejército, pero rápidamente volvió a unirse, manteniéndose fiel a la República. En aquel momento ostentaba el rango de capitán de infantería. Durante la Defensa de Madrid ganó notoriedad entre las filas republicanas. A lo largo de la contienda ocupó diversos mandos, como fue la 24.ª Brigada Mixta, al frente de la cual intervino en la Batalla del Jarama y posteriormente la 16.ª División. En abril de 1937 pasó a mandar el III Cuerpo de Ejército, en el Frente del Centro. En la primavera de 1938 fue puesto al mando de una nueva formación, el llamado Cuerpo de Ejército «A», que estaría a cargo de defender la Línea XYZ en las cercanías de Valencia. En agosto esta formación fue finalmente renombrada como XXI Cuerpo de Ejército. Para entonces Güemes ya ostentaba el rango de teniente coronel. Al frente de este Cuerpo de Ejército jugó un importante papel durante la campaña del Levante manteniendo las posiciones de la Línea XYZ hasta el final de la guerra.
Tras el final de la contienda fue apresado por las fuerzas sublevadas y condenado a muerte, aunque finalmente la pena sería conmutada por 30 años de prisión. Salió de la cárcel pocos años después y pasó el resto de su vida dando clases particulares. Falleció en 1970.